# Sergeya olei
Sergeya olei (лат.) — вид молевидных бабочек рода Sergeya из семейства Моли выемчатокрылые (Gelechiidae). Таиланд. Вид назван в честь энтомолога Оле Каршольта (Ole Karsholt), известного специалиста по многим семействам Microlepidoptera, который собрал типовую серию этого нового вида в 1984 году.

## Распространение
Юго-Восточная Азия: Таиланд.

## Описание
Мелкие молевидные бабочки, размах крыльев менее 1 см (от 5,9 до 6,0 мм). Sergeya olei внешне похож на S. lobata, но у него меньше размах крыльев (6,5—7,0 мм у S. lobata). Гениталии самцов наиболее похожи на таковые у S. hackeri, но у S. olei вентральный край кукуллуса отчётливо расширен и несёт волоски (у S. hackeri вентральный край кукуллуса прямой и не несёт сильных волосков). Гениталии самки S. olei сходны с таковыми у S. hackeri, поскольку у обоих видов передний край стернита VIII загнут вперёд. Однако у S. olei остиум несёт латеральный зубец; антрум не изменён латерально (у S. hackeri остиум не несёт латерального зубца; антрум имеет две медиальные горбовидные дольки). Переднее крыло желтовато-коричневое, боковой край пёстрый тёмно-коричневый на 3/4—4/5, косая тёмно-коричневая фасция с серебристыми чешуйками от 2/3 бокового края до 1/2 спинного края, дорсальный край слабо опушён тёмно-коричневым на 2/3, коричневое торнальное пятно окружено серебристыми чешуйками на 4/5, вершина пятнистая тёмно-коричневаяо и опушена белыми чешуйками, бахромка желтовато-коричневая на вершине и серая на конце; задние крылья и бахромка светло-серые.
Растения-хозяева и неполовозрелые стадии неизвестны. Взрослые особи были зарегистрированы в октябре на высоте 325 м.